# Ignác Vondráček
Ignác Vondráček (13. ledna 1819 Tachlovice – 14. června 1887 Ostrava), psán též jako Ignát Vondráček, byl ostravský důlní podnikatel a politik české národnosti; poslanec Moravského zemského sněmu.

## Životopis
Narodil se v rodině chudého stavitele v Tachlovicích v Čechách. Národní školu vychodil v rodné obci. S pomocí místního učitele a faráře Ignác vystudoval německou hlavní farní školu u maltézských rytířů, Malostranské gymnázium a filozofii na Karlo-Ferdinandově univerzitě v Praze. Pro jeho životní dráhu však byla nejdůležitější studia na hornické akademii v Banské Štiavnici, kam nastoupil roku 1838 a kterou absolvoval v roce 1842. Jako čerstvý absolvent pracoval nejprve v dolech v Otvovicích a Podlešíně na Slánsku, později dostal místo jako báňský úředník v Příbrami. Roku 1843 na výzvu vlády odešel do Salcburska v rámci skupiny šedesáti mužů, kteří měli připravit zahájení dolování v tamní oblasti. Po krátké době ale tato aktivita skončila neúspěchem a dolování bylo zastaveno. Byl pak převeden do Letovic u Blanska, kde ale působil jen krátce. Roku 1844 nastoupil do služeb hraběte Mitrovského v Štěpánově. V roce 1845 začal pracovat pro hraběte Salma v Blansku, kde se zasloužil o rozvoj tamních železáren. Salm ho roku 1847 vyslal do Kyjova na tamní hnědouhelné doly, k jejichž rozmachu značnou měrou přispěl. Počátkem roku 1850 pak odešel v čele dvousetčlenné skupiny těžit uhlí do Polské Ostravy. V roce 1857 opustil prosperující důl i hraběte Salma a stal se správcem železáren v Železné na Bruntálsku. O dva roky později se do Salmových služeb vrátil; ten ho jmenoval ředitelem svých hornických a hutnických závodů. Až do roku 1867 pobýval v Blansku, kde podporoval české spolky. V únoru 1867 zemřela na tuberkulózu Vondráčkova manželka. Ignác Vondráček se rozhodl znovu opustit hraběte Salma a vrátil se na Ostravsko, kde pak až do konce svého života úspěšně podnikal. V říjnu 1867 si najal s bratry Gutmannovými doly v Orlové a Dombrové. Později přešly do jeho vlastnictví. Patřily mu i doly v Porubě u Orlové.
V 70. letech se zapojil i do vysoké politiky. V zemských volbách v roce 1878 byl zvolen na Moravský zemský sněm, kde zastupoval kurii venkovských obcí, obvod Místek, Moravská Ostrava, Frenštát. V roce 1878 je označován za federalistického národního kandidáta (Moravská národní strana, staročeská) .
V 80. letech 19. století se začal stahovat z veřejného života. Důvodem bylo jeho chatrné zdraví. Často odjížděl na zdravotní pobyty do vídeňských lázní. Dne 14. června 1887 zemřel ve svém ostravském domě.
Opavský týdenník zveřejnil druhého dne následující nekrolog: „Jeho jméno je všeobecně váženo nejen jako průmyslníka vzorného, ale jako muže lidumilného a v potřebách vlasti vždy štědrého. Bylť on muž, jenž prospěl své vlasti nikoliv perem, ani mečem, ale prací takměř mozolnou, jenž z nepatrných počátků pouze neúnavnou pílí a prací domohl se místa mezi předními průmyslníky našimi, málo jest v majetnějších vrstvách naší společnosti vlastimilův tak ryzích, upřímných a povždy obětavých jako byl Ignác Vondráček.“ Úmrtní oznámení zveřejnily všechny české noviny a všechny katolické noviny v Rakousku. Na otcovu památku pojmenovaly jeho děti jednu z šachet jako důl Ignát.

## Charakteristika osobnosti a podnikatele
Vilém Jičinský, který o Vondráčkovi napsal ve svých pamětech, poznal Vondráčka již v roce 1856. Ve své knize ho popsal jako člověka hrubší povahy, ale přesto dobromyslného a rozvážného, s jasným, širokým a rozvážným obchodním rozhledem a dobrou znalostí lidí. Také jiný horní odborník, Emanuel Balcar, ho hodnotil veskrze kladně. Ve svých vzpomínkách ho líčí jako dokonalého odborníka v teorii i praxi, bystrého, pracovitého, energického, hospodárného, tělesně statného a výborného znalce lidí. Vondráček získal po celém revíru pověst schopného člověka, jehož slovo má velkou váhu. Ne všemi však byl oblíben, např. ředitelé rothschildovských dolů jej pro jeho úspěšnost neměli v lásce.
Dosazováním odborníků do čela svých závodů zvyšoval Vondráček účinnost těžby. Vedle uhlí, které dodával široké paletě odběratelů, vyráběly jeho závody také kvalitní koks, o který byl zájem mezi železárnami. Jedním z nejdůležitějších odběratelů byly Vítkovické železárny, jejichž doly měl Vondráček a bratři Gutmannové smluvně pronajaty. Vondráček si byl vědom toho, že ani celý ostravský průmysl nespotřebuje veškeré jím dodávané uhlí, proto byl podílníkem v celé řadě železničních dopravních společností.
Ignác Vondráček byl, moderními slovy řečeno, schopný manažer. Věděl, že pro zajištění stálé produkce uhlí a tím i konstantního zisku, je třeba motivovat horníky a zainteresovat je na těžbě. Proto v roce 1874 zavedl tzv. dobrovolný přídavek. Pokud horník dosáhl předem stanoveného výdělku (20–30 zlatých měsíčně), přispěl mu zaměstnavatel dalšími penězi. S tímto příspěvkem však mohl manipulovat jen zaměstnavatel, který jej vedl a úročil na svých účtech. Horníkovi byl ihned vyplacen v případě nemoci, sňatku, úmrtí, narození dítěte či pořízení nemovitosti. Pokud horník podal výpověď, byly mu tyto peníze vyplaceny až za půl roku. Vondráček se tím jistil proti přílišné fluktuaci zaměstnanců. Emanuel Balcar ve svých vzpomínkách uvedl, že to byly právě tyto peníze, za které se stavěly domky na Hulvákách.
Vedle svých podnikatelských aktivit se hojně zapojoval do městského života. Podporoval české spolky a školy, podílel se na stavbách důležitých pro Ostravu, byl zástupcem ředitele ostravské městské spořitelny.